# Манчар (озеро)
Озеро Манчар (синдхі منڇر ڍنڍ, урду منچھر جھیل), також пишеться Манчхар, —найбільше природне прісноводне озеро в Пакистані і одне з найбільших в Південній Азії. Воно розташоване на захід від річки Інд, в округах Джамшоро і Даду, провінції Сінд, за 18 км від міста Сехван Шаріф. Озеро Манчар наповнюється водою з численних невеликих струмків у горах Кіртар, а потім впадає в річку Інд. Площа поверхні озера коливається залежно від пори року — від 36 км² до 500 км² під час мусонних дощів.

## Історія
На берегах озера та в його околицях розташовані стародавні археологічні пам'ятки Газі Шах та курган Вахі Панді Алі Мурад. Лал Чатто, Машак Лохрі та Лахійо, розташовані вздовж краю озера Манчар, та є найдавнішими пам'ятками, які датуються періодом Індської цивілізації.
Озеро утворилося, коли відгалуження річки Інд витікало з Кашмору. 1921 року воно було з'єднане з озером Хамал Головним стоком долини Нара. У 1958 році через посуху озеро повністю випарувалося. З 10 по 23 серпня 2009 року в озеро було введено 700 куб. футів/с (20 м3/с) води з річки Інд. Під час повені в Пакистані 2010 року озеро розлилося через великий приплив води.
Під час повені в Пакистані 2022 року він знову розлився, і було докладено зусиль, щоб допомогти його дренажу. Інженери зробили вріз в озеро, щоб сприяти його дренажу та захистити міста Сехван і Бхан-Сієдабад, ціною затоплення багатьох сіл, у яких проживає 150 000 людей. Офіційні особи сподіваються, що натомість це захистить від повені до 500 000 людей.

## Географія
Озеро Манчар знаходиться безпосередньо на південь від озера Хамал, з яким з'єднано Головним дренажним каналом долини Нара, побудованим у 1921 році. Площа поверхні озера Манчар коливається залежно від сезону — від 200 км² до 500 км² під час мусонних дощів. Середня глибина становить лише від 2,5 до 3,75 метрів. Озеро на 6 метрів нижче русла Інду, і іноді приймає паводкові води з річки, а взимку, коли річка меле, вода з озера стікає в Інд. Потік прісної води з каналів становить 1,54 MAF, а кількість опадів у цьому районі в середньому становить лише 4,46 дюймів на рік.
Південний кінець озера знаходиться біля підніжжя пагорбів Лакі, відгалуження гір Кіртар, вода тече до Інду через Аральський канал і Даністерський канал.

## Деградація навколишнього середовища
Озеро є місцем вилову для тисячі рибалок, які залежать від прісноводної риби, що водиться в озері. З часу будівництва Головного дренажу долини Нара у 1921 році озеро зазнало екологічної деградації через потрапляння в нього стічних вод. Як наслідок, якість води в озері погіршилася.
Відведення води з Інду та зменшення дощового стоку з гір Кіртар сприяли зменшенню запасів прісної води, що призвело до засолення води і загибелі риби. У той же час, в озеро Манчар стікають солоні дренажні води з сільськогосподарських полів Белуджистану і прилеглих територій. Озеро було зупинкою на перелітному шляху сибірських перелітних птахів через Інд, але їхня кількість скоротилася з 25 000 птахів, зареєстрованих у 1988 році, до 2 800 птахів, зареєстрованих у 2002 році, оскільки озеро більше не забезпечує птахів основною їжею — озерною рибою. На місці птахів в озері тепер росте солончаковий очерет.
Озеро також забезпечувало великі обсяги води для зрошення, але вони також зменшилися, що призвело до значного скорочення площі, яка зрошується озером. Для порятунку озера від забруднення будується правобережний відвідний дренаж. Будівництво дамби Най-Гадж вище за течією від озера заплановано для того, щоб прісна вода потрапляла в озеро протягом усього року, а не сезонно, що повинно поліпшити стан води в озері.

## Населення
Озеро Манчар населене племенем Мохана, яке іноді називають «людьми човнів». Озеро підтримує тисячі рибалок, які залежать від прісноводної риби в озері.